# 暖氣片

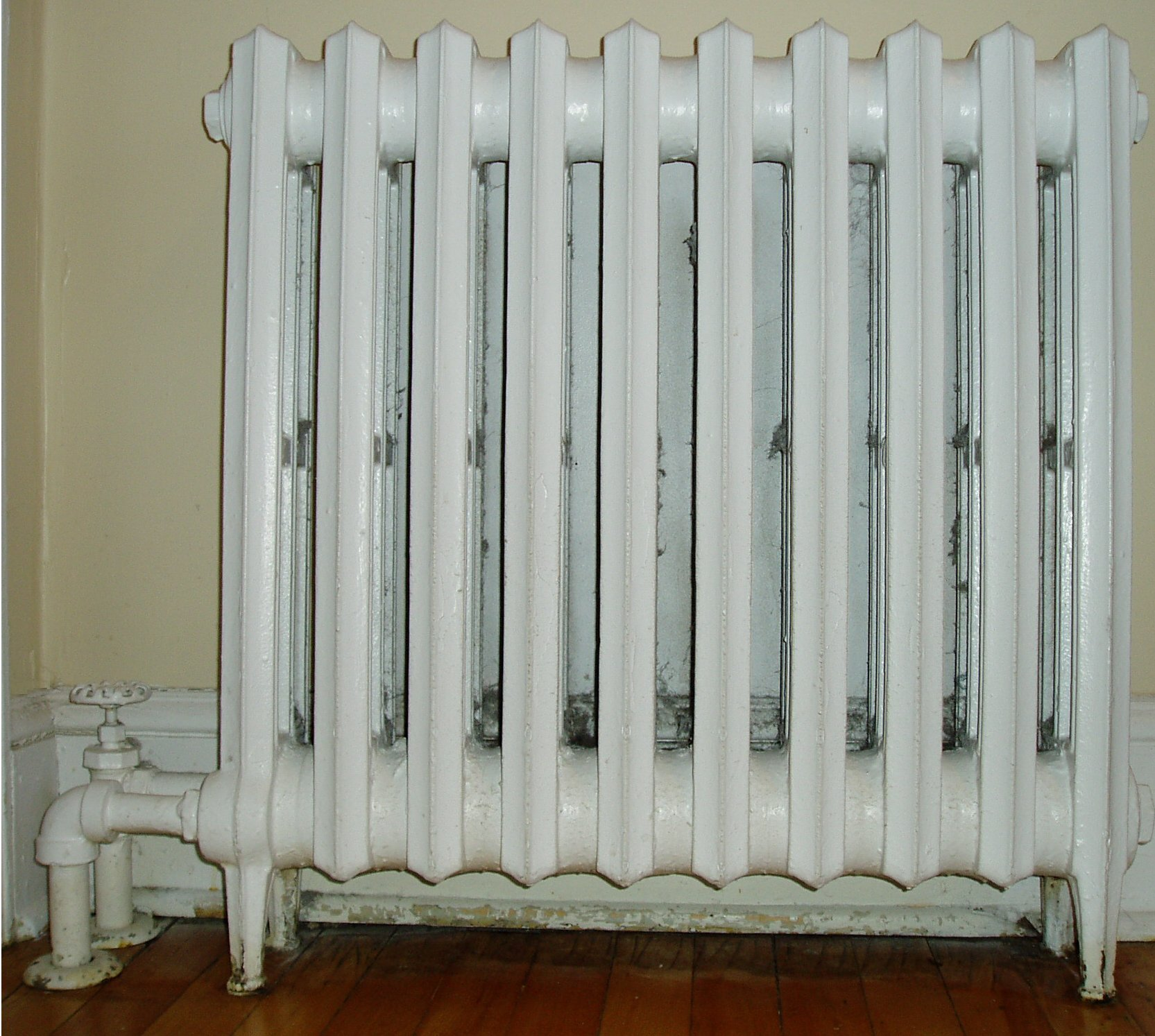
鑄鐵的家用暖氣片

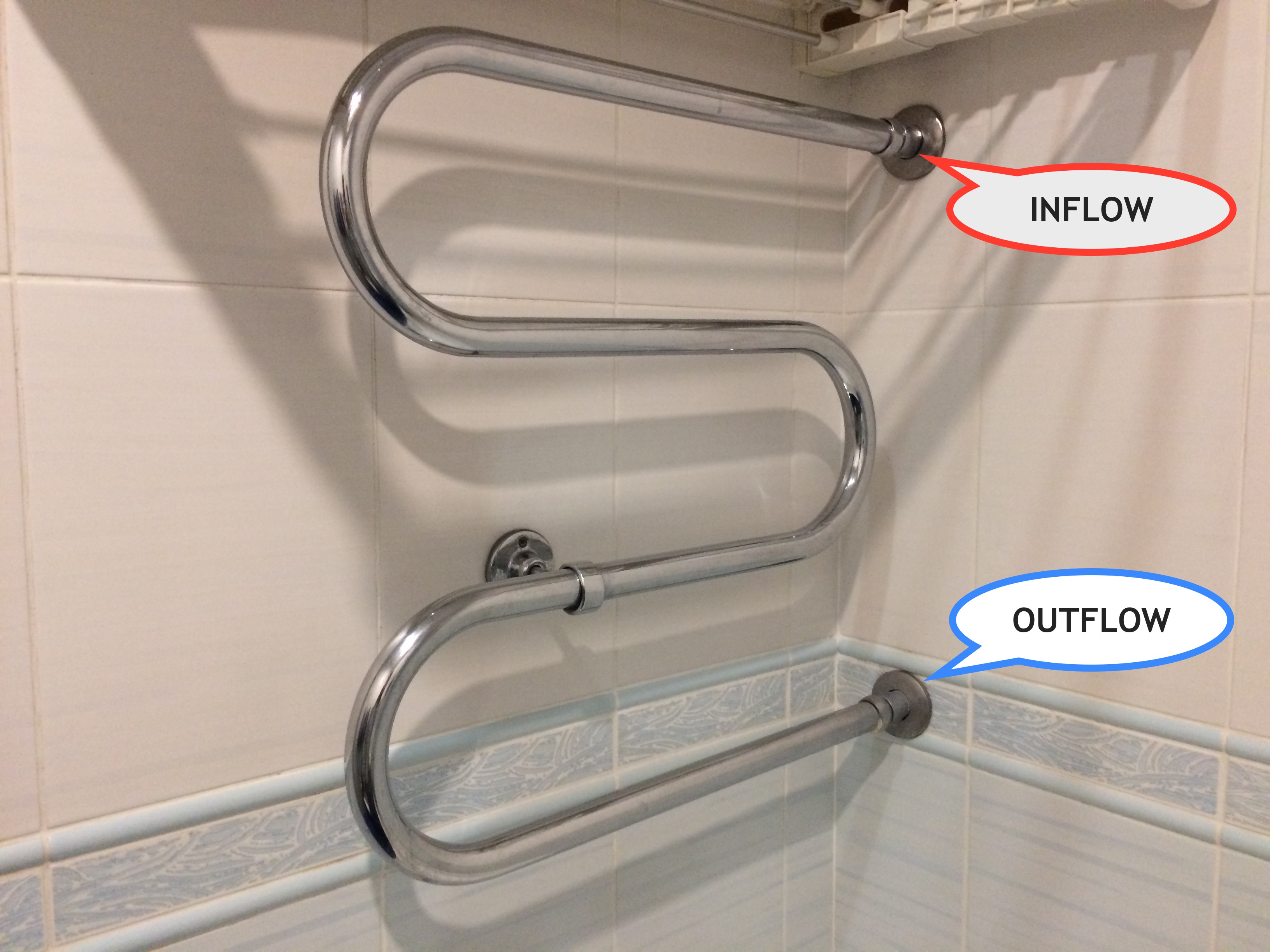
浴室內可以用熱水管為浴室供暖

暖氣片（Radiators，convectors）是用於室內供暖的换热器，將熱能透過熱介質轉移到室內。
康乃迪克州紐哈芬市的Denison Olmsted曾在1834年的專利中有提到用爐以及熱交換器，讓熱量傳到室內，他在專利中有提到到他的發明是「一種特殊的裝置，我稱為radiator」，他似乎是最早將radiator一詞用在室內供暖設備的人。暖氣片是由Franz San Galli在1855年發明，他生於普魯士王國，是俄罗斯的商人，住在圣彼得堡。在1800年代末期，許多公司（像是American Radiator Company）推廣鑄鐵的暖氣片以取代以往的结构钢暖氣片，目的是為了節省成本以及擴大市場。

## Radiation或convection
散热器（radiator）是指主要利用熱輻射传热到其他物質，以達到散熱目的的設備。不過實務上，「radiator」一詞可以用在任何有流體流經暴露管線的散熱設備，而且可能會有鰭片或是其他方式以增加和流體的導熱，雖然其主要散熱方式是用對流，但仍稱為是「radiator」。
對流加熱器（convection heater）一般會指熱源沒有直接暴露在外的設備。

## 能量來源或供暖介質

### 蒸汽

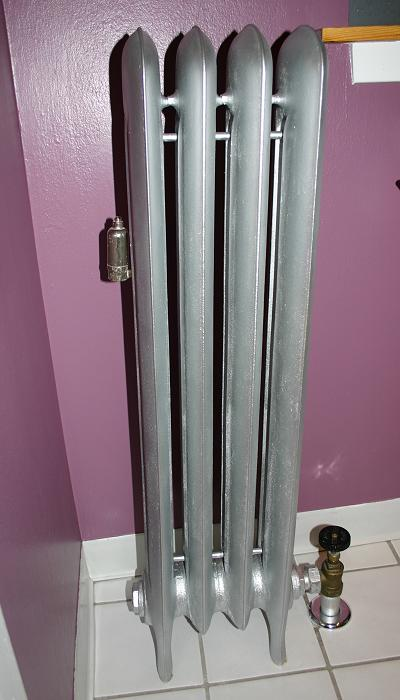
單管系統的鑄鐵暖氣片，由蒸氣輸送熱量，本身也有卸氣閥

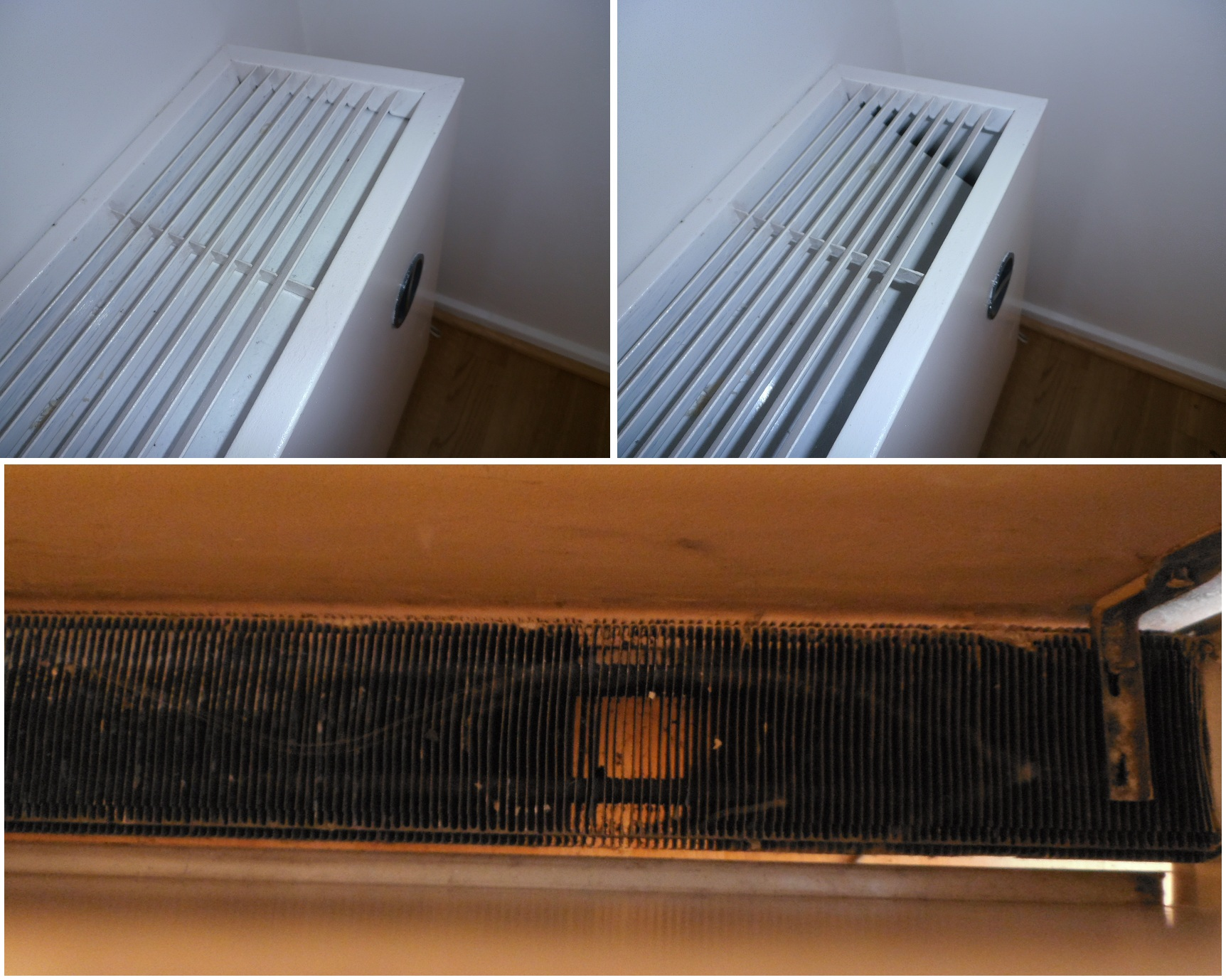
熱水供暖底板型暖氣片，開啟時（左上）及關閉時（右上）的圖片，下方是其內部的圖，由鋁質的鰭片貼在銅管上散熱

暖氣片可以用用蒸汽作為供暖介質，優點是其蒸汽自身即有壓力可以流動，不需要透過泵浦輸送。因此在電動馬達以泵浦普及之前，就已經有蒸汽暖氣片了。蒸汽也比熱水容易在大型的高樓（例如摩天大樓）運輸。不過蒸汽系統運作的高溫，在本質上其效率就比較低，而且其熱損失也會比較多。
蒸汽管以及暖氣片容易產生砰砰的噪音，稱為蒸汽錘。砰砰聲的產生是因為部份蒸汽在管路中水平的部份凝結成水。接著，蒸汽帶著水，像子彈一樣快速的撞擊管道的配件，產生錘擊的噪音，並且大幅地增加管路的壓力。此問題多半是因為不當的冷凝水排放策略所造成，常常是因為建築物的沈降，使得管路及暖氣片不再略為往锅炉方向傾斜，而在管路中生成了冷凝水的池所導致。

### 熱水
熱水的暖氣片系統中包括密封的金屬管，其中有由鍋爐或是其他熱源加熱的熱水，輸送方式可能是用重力、泵浦輸送，或是自然對流。熱水的熱量釋出後，熱水會冷卻，沈降到暖氣片的下方，強制從另一端的管路送回鍋爐。熱水暖氣片系統一般會加上反水錘裝置以避免或減小管路受到水錘效應的衝擊。

### 電力
電力暖氣片系統和使用蒸汽或熱水作為熱源的系統不同，電力暖氣片系統使用暖氣片所在處的電力，用發熱元件位置產生熱，暖氣片內有流體（一般會是油），利用對流方式將熱從發熱元件帶到暖氣片的表面。電力暖氣片不需要配管，因此較小型的電力暖氣片可以作成可攜式的。有些電力暖氣片也可以使用熱水當能量來源，這常見於加熱毛巾架，若大樓有供暖，有提供熱水，就用熱水當作能量來源，若大樓沒有提供熱水，則切換成使用電力的模式。

## 造型和設計

### 鑄鐵暖氣片
鑄鐵的暖氣片可以用在蒸汽供暖系統或是熱水供暖系統。在新的建築中，已不再使用傳統的鑄鐵暖氣片，被強制對流的熱水底板型暖氣片或是板型暖气片取代，不過仍可以找到這類的設備。

### 熱水底板型
熱水底板型的暖氣片（Hot-water baseboard convectors）包括了上面加有鋁質散熱鰭片的銅管，散熱鰭片的目的為了增加表面積。這種暖氣片會用傳導方式傳熱，讓熱從管子內循環流動的熱水，傳到暖氣片的金屬上。
底板型暖氣片是用對流的方式，讓熱從暖氣片傳到室內的空氣，提高室內的溫度。其作法是將下方的冷空氣抽走，使其通過散熱鰭片，加熱空氣，再將空氣從底板上方釋放。這讓室內有空氣的對流。若底板型暖氣片的上方或是下方被擋住了，就無法讓空氣流動，暖氣也就沒有效果。有些底板型暖氣片會配合上方活動式的隔板，讓室內的人可以微調暖氣溫度，類似中央風調的配風器。

### 板型暖氣片
板型暖氣片是由平的鋼板或是波紋鋼板焊接而成，多半裝在牆上。板型暖氣片一般是配合熱水系統，但也有＼電熱型的板型暖氣片。板型暖氣片上面常會加上鰭片以增加表面面積，也增加對空氣傳熱的能力。可以將幾片鋼板做成疊層，組成一個暖氣片，其架構會用二位數字來表示：第一位數字是鋼板的數量，第二位數字是其中鰭片層的數量。例如21型暖氣片有二片鋼板，中間有一層鰭片，類似三明治的架構。空氣是靠對流的方式通過暖氣片以及中間的鰭片，若要使其達到其設計效能，要讓氣流不會受到其他的阻礙。板型暖氣片輸出的熱量是用控制熱水的流量來調節，可能是人工調節，也有可能是用暖氣片恆溫閥自動調整。

### 鋁質暖氣片
暖氣片也可以用鋁製作，鋁是良好的熱導體，其熱導率比鋼要好。鋁質暖氣片的水量會比較少，再配合其良好的熱導能力，使鋁質暖氣片對溫度需求變化時的反應相當良好

### 風扇輔助熱交換器
風扇輔助熱交換器包括一個熱交換器，其熱源來自供暖系統提供的熱水。由自動調溫開關控制风扇，讓空氣流過换热器，再在房間循環。這種設備的優點是體積較小，而且有助於熱的分散。缺點包括風扇的噪音，並且需要熱源以及供應風扇的電源。

### 地暖系統

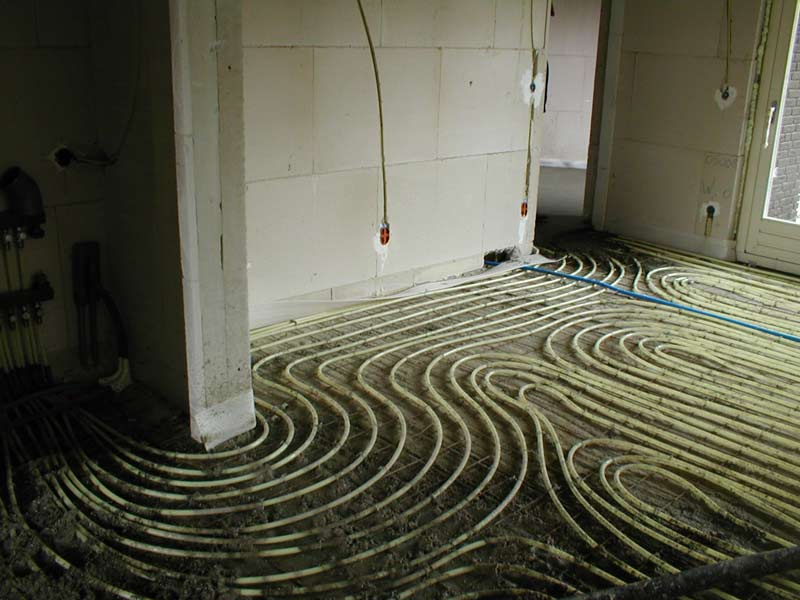
地暖系統的管路會放在房間各處的地板內，在建築時再在地暖系統上覆蓋混凝土

地暖系統會將許多的管路或是加熱電線放在地板以下，在房間各處供暖。若是用熱傳導的地板材質（例如瓷磚）效果最佳。房間大小的地暖系統，大表面積使其可以維持在較室內理想溫度高幾度的溫度，使對流減到最小。新建築內的地暖系統比其他系統的效率要好，但價格也更貴。要在現有建築改造，增加地暖系統，也是相當困難的。
羅馬的熱炕（hypocaust）也使用類似的原理。

### 踢腳板暖氣片
踢腳板暖氣片是將暖氣片置於踢腳板上，再將熱水（多半是由中央供暖系統提供）接入暖氣片中。

## 對室內溫濕度的影響
暖氣片會降低室內濕度，會讓皮膚變乾，感覺比較不舒服，也可能讓木質地板收縮。可以配合加湿器來增加濕度。